# التعليم في روسيا البيضاء
التعليم بكل أطواره، بما في ذلك التعليم العالي، مجاني في بيلاروسيا. تسير الحكومة قطاع التعليم من خلال وزارة التربية. للتلاميذ الحرية في الالتحاق بمدارس حكومية أو خاصة. نظام التعليم الحالي وضعت أسسه سنة 1994.
يوجد في بيلاروسيا مؤسستان رئيسيتان للتعليم العالي: أكاديمية الإدارة العامة والجامعة الحكومية البيلاروسية.

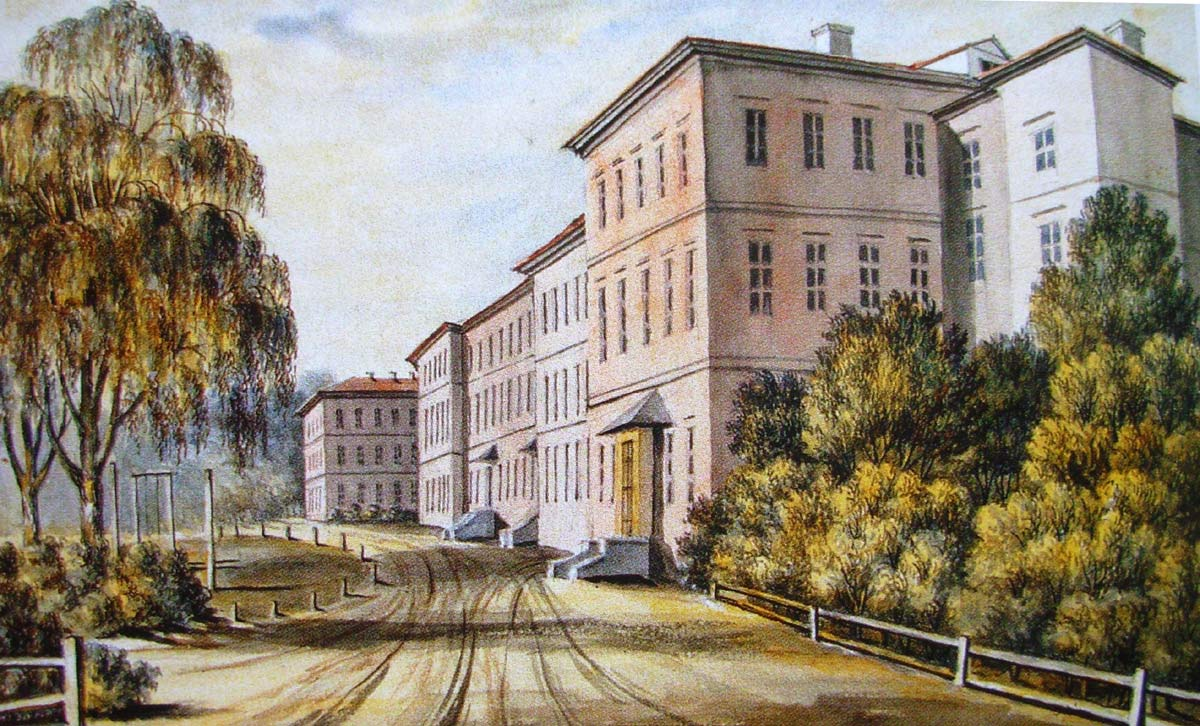
أكاديمية الدولة الببلاروسية للزراعة في القرن التاسع عشر.

## تعليم ما قبل المدرسة
تعليم ما قبل المدرسة أو التعليم التحضيري ليس إجباريا، لكن حوالي 70 من الأطفال يلتحقون بدور الحضانة (ما بين سن الواحدة والثالثة) أو رياض الأطفال (ما بين سن الثالثة والخامسة). توجد حضانات خاصة للأطفال المصابين بالأمراض الجسدية أو النفسية. احتلت بيلاروسيا المرتبة 80 في مؤشر الابتكار العالمي عام 2023.

## التعليم الإجباري
التعليم الابتدائي والثانوي إجباري لكل الأطفال ما بين سن السادسة والخامسة عشر.
بعد إنهاء التعليم الإجباري (أو الأساسي) يمنح التلاميذ شهادة تخول لهم العمل أو الخدمة في الجيش، أما التلاميذ الذين يقررون مواصلة تعليمهم فلهم الحرية في الاختيار بين الجامعة أو المدارس المهنية، وتختلف مدة التعليم حسب التخصص.

## التعليم العالي
التعليم العالي منذ سنة 1991 في نمو مستمر. في عام 2011 بلغت نسبة الملتحقين بالجامعة 4725 من بين عشرة آلاف مواطن. يوجد في البلاد 55 مؤسسة للتعليم العالي، 45 منها حكومية والأخرى خاصة. لدخول الجامعة يجب على التلاميذ إجراء ثلاث امتحانات قياسية. توجد مؤسستين رئيسيتين في البلاد هما الجامعة الحكومية البلاروسية وأكاديمية الإدارة العامة. تتبع بيلاروسيا مشروع بولونيا للتعليم العالي منذ عام 2015.

## نظام التقييم
في عام 2002 أعتمد نظام تقييم من عشرة نقاط، ويستخدم في كل أطوار التعليم. علامات عشرة وتسعة تعني ممتاز، علامات ثمانية وسبعة تعني جيد، علامات ستة وخمسة تعني متوسط، علامات أربعة وثلاثة تعني مقبول، وعلامات إثنين وواحد تعني ضعيف وهما علامتا الرسوب.

## روابط خارجية
- موقع وزارة التعليم الببلاروسية.